# Eubela aequatorialis
Eubela aequatorialis é uma espécie de gastrópode do gênero Eubela, pertencente a família Raphitomidae.